# Klaus Riekemann
Klaus Riekemann (n. 19 mai 1940, Dorsten, Statul Liber Prusia⁠(d), Germania) este un canotor ce a reprezentat Germania, medaliat olimpic. A participat la o ediție a Jocurilor Olimpice (1960) în care a câștigat o medalie de aur.

## Participări
Lista de mai jos prezintă principalele competiții la care a participat Klaus Riekemann de-a lungul carierei.
- Canottaggio ai Giochi della XVII Olimpiade - Quattro con maschile[*][3]